# Francesco Sartori
Francesco Sartori (1957) es un músico compositor, más conocido por componer la melodía de la canción «Con te partirò» («Por ti volaré») junto con  Lucio Quarantotto (autor de la letra), que se convirtió en un éxito internacional, interpretada por primera vez  por el tenor Andrea Bocelli.
Sartori y Quarantotto, trabajando para Sugar Music, han compuesto gran parte del repertorio pop de Bocelli.
- Datos: Q741301